# Port lotniczy Île Art-Waala
Port lotniczy Île Art - Waala (IATA: BMY, ICAO: NWWC) – port lotniczy położony na wyspie Île Art, w Nowej Kaledonii.

## Linie lotnicze i połączenia
| Linia Lotnicza | Kierunek                   |
| -------------- | -------------------------- |
| Air Calédonie  | 1. Koumac 2. Numea-Magenta |